# Meredith Gardner
Meredith Knox Gardner (20. října 1912, Okolona, Mississippi – 9. srpna 2002, Chevy Chase, Maryland) byl americký lingvista a kryptoanalytik. Gardner pracoval pro americkou kontrarozvědku. Účastnil se přísně tajného projektu Venona a podařilo se mu dekódovat sovětské zpravodajské informace, týkající se špionáže ve Spojených státech.

## Život
Gardner se narodil ve městě Okolona v Mississippi a vyrostl v Austinu v Texasu. Po absolvování University of Texas získal magisterský titul v němčině na University of Wisconsin, kde byl v letech 1938 až 1940 asistentem pedagoga.
Gardner pracoval jako lingvista a profesor němčiny na univerzitě v Akronu. Zpravodajská služba americké armády ho nejprve najala jako člověka, který měl pracovat na prolomení německých kódů. Brzy poté ale začal pracovat na japonských kódech. Japonštinu zvládl během několika měsíců.

### Projekt Venona

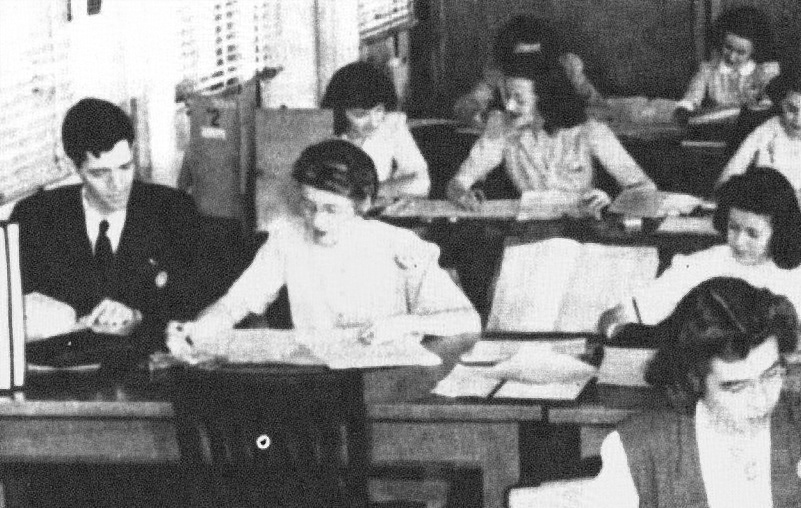
Gardner, zcela vlevo, mezi kryptoanalytičkami

V roce 1946 začal Gardner pracovat na přísně utajovaném projektu Venona, který měl proniknout do sovětského kryptosystému. Sovětský šifrovací systém byl založen na použití jednorázových tabulkových šifer, což mělo zaručit jeho nerozluštitelnost. Americkým kryptoanalytikům se však podařilo zjistit, že Sověti udělali chybu – některé šifrovací tabulky použili znovu.
Později téhož roku Gardner učinil první průlom v projektu Venona tím, že identifikoval šifry používané pro hláskování anglických slov. V květnu 1947 dešifroval zprávu, z níž bylo zřejmé, že Sověti mají agenta s přístupem k citlivým informacím z generálního štábu ministerstva války. Gardnerovi bylo zřejmé, že čte zprávy KGB, které ukazovaly na masivní sovětskou špionáž ve Spojených státech.
V roce 1949 se Gardnerovi podařil velký průlom. Rozluštil tak velkou část sovětské zprávy, aby ji dokázal identifikovat jako text telegramu Winstona Churchilla Harrymu S. Trumanovi z roku 1945. Po porovnání zprávy s přesnou kopií telegramu poskytnutou britským velvyslanectvím kryptoanalytici nade vši pochybnost potvrdili, že během války měli Sověti špióna s přístupem k tajné komunikaci mezi britským premiérem a prezidentem Spojených států.
Na základě telegramů, rozluštěných v projektu Venona, byli mj. usvědčeni jako špioni a v roce 1953 popraveni manželé Julius a Ethel Rosenbergovi.
Podle důstojníka britské kontrarozvědky MI5 Petera Wrighta byl Gardner koncem 60. let smutnou postavou. V prolomení šifrovacích kódů podle něj vnímal matematickou krásu a byl deprimován tím, že jeho výzkum vyústil v mccarthismus a popravu Rosenbergových. Podle Wrighta byl Gardner „zděšen skutečností, že jeho objev vedl téměř nevyhnutelně k elektrickému křeslu", a cítil, že Rosenbergovi, i když byli vinni, měli dostat milost. Projekt Venona vnímal téměř jako umění a nechtěl, aby byl poskvrněn surovým mccarthismem.

### Odchod do důchodu
V roce 1972 odešel Gardner do důchodu. Jeho práce zůstala povětšinou utajena až do roku 1996, kdy NSA, CIA a Centrum pro demokracii ocenily Gardnera a jeho kolegy při formální ceremonii, která byla výsledkem snah amerického senátora Daniela Patricka Moynihana.
Gardner zemřel 9. srpna 2002 v Marylandu ve věku 89 let. Krátce před svou smrtí se objevil v dokumentu PBS Secrets, Lies, and Atomic Spies.